# 利嘉野生動物重要棲息環境
利嘉野生動物重要棲息環境位於中華民國臺東縣卑南鄉，是依《野生動物保育法》公告之野生動物重要棲息環境。本區背倚中央山脈，面向臺東卑南溪沖積平原，範圍內有海拔1,062公尺的大巴六九山。本區東部為利嘉林道所貫穿，林道跨越海拔50到1,500公尺處，林道後段則進入雙鬼湖野生動物重要棲息環境東側。本區林相以天然闊葉林為主，僅少數人造林。台灣獼猴、山羌與台灣長鬃山羊是範圍內分布最廣且相對密度較高的中大型哺乳動物，台灣黑熊在此處也有分布。另外台灣特有種橙腹樹蛙在當地有最多且最穩定的族群量。